# Lydia Ludic Burundi Académic FC
Lydia Ludic Burundi Académic Football Club hay gọi tắt LLB Académic FC là một câu lạc bộ bóng đá Burundi đến từ Bujumbura. Sân nhà của họ là Prince Louis Rwagasore Stadium với sức chứa 22.000 chỗ ngồi.

## Danh hiệu
- Giải bóng đá ngoại hạng Burundi

Vô địch (1): 2013–14
Á quân (1): 2010–11
- Cúp bóng đá Burundi

Vô địch (3): 2011, 2012, 2014
- Siêu cúp bóng đá Burundi

Vô địch (1): 2012

## Thành tích ở các giải đấu CAF
- Cúp bóng đá Liên đoàn CAF: 2 lần tham gia

2012 – Vòng Một
2013 –
Vòng Sơ loại:
LLB Académic –  Police: 1–0
 Police – LLB Académic: 1–1
Vòng Một:
 Motema Pembe – LLB Académic: 1–0
LLB Académic –  Motema Pembe: 2–0
Vòng Hai:
 ASEC Mimosas – LLB Académic: 1–0
LLB Académic –  ASEC Mimosas: 1–0 (4–2 luân lưu) 
Vòng Play-off:
 Stade Malien – LLB Académic: 5–0
LLB Académic – Stade Malien: 0–1
- Giải bóng đá vô địch các câu lạc bộ châu Phi: 1 lần tham gia

2015 – Vòng Sơ loại